# The Secret Circle (tv-serie)
The Secret Circle er en tv-serie, der bliver vist på den amerikanske tv kanal The CW. Den er skabt af Andrew Miller, baseret på bogserien af samme navn skrevet af L.J. Smith. Den 17. maj, 2011, meddelte CW, at de ville videreudvikle piloten til en serie. Den havde premiere den 15. september, 2011.
Den 12. oktober 2011 bestilte CW en hel sæson af serien, som vil bestå af 22 afsnit.

## Synopsis
Serien forgår i den fiktive by Chance Harbor, Washington, den følger seks teenagerhekse som har formet en coven (heksegruppe red.) kaldet 'The Secret Circle' (Den hemmelige cirkel). 
Cassie Blake er en 16-årig plaget teenager som lærer at justerer sig til sit nye liv i Chance Harbor, efter hendes mor, Amelia, lider en tragisk død. Forældreløs og i dyb sorg, flytter Cassie ind hos sin kærlige bedstemor, Jane. Cassie bliver meldt in på den lokale high school og her møder hun bl.a. Adam, Melissa, Faye, Nick og Diana. Der går ikke længe før uforklarlige ting begynder at ske for Cassie og snart forklarer hendes nye skolekammerater hende at hun, ligesom de, er en heks, og at hun fuldender deres gruppe, som står stærkest hvis de er 6 medlemmer. Først vil Cassie ikke have noget med gruppen at gøre men da der så sker en række uheld, da de har svært ved at kontrollere deres kræfter hvis de ikke er bundet sammen, bliver det klart at det er nødvendigt at gøre dette. Det er dog ikke før at Cassie finder sin mors gamle bog fyldt med besværgelser at hun går med til det. Det viser sig dog hurtigt at der også findes en mørk side til magien og at også Fayes mor og Dianas far har en skjult agenda.

## karakterer
Britt Robertson spiller Cassie Blake, seriens hovedperson. Hun flytter ind hos sin bedstemor i Chance Harbor efter at hendes mor er blevet dræbt. Cassie deltager først tøvende i gruppens magiske aktiviteter og er fyldt med fordomme. Hun lærer dog hurtigt at det er en arv hun ikke kan løbe fra. Cassie og Adam har fra start af en meget stærk tiltrækning, det er også afsløret at det er skæbnebestemt at de to skal være sammen. Men senere møder vi også Nicks bror Jake som Cassie også viser interesse i. Der bliver også fortalt at Cassie har mørk magi i sig, fra sin fars side af, dette gør Cassie stærkere end de andre og i stand til at lave magi alene.
Thomas Dekker spiller Adam Conant, den ene ud af to mandlige medlemmer af cirklen. Adam arbejder i sin alkoholiseret fars restaurant/bar. Adam har været kærester med Diana i mange år men da han møder Cassie og straks føler sig tiltrukket af hende, skaber det problemer for parret. Adam var også den der hjalp Cassie med at acceptere sin skæbne og viste hende at det at være en heks sagtens kan være en god ting.
Charles Meade, spillet af Gale Harold, er Dianas far og er en af historiens skurke. Det bliver afsløret for publikum at det er ham der slår Cassies mor ihjel, hvilket han umiddelbart ikke føler den mindste smule fortrydelse over. Da han senere også bliver den der tager livet af Nick Armstrong, efter at Nick bliver besat af en dæmon, ser man ham dog udvise stor beklagelse og må kæmpe med sin samvittighed. Charles lægger planen om hvordan han for sine kræfter tilbage sammen med Dawn Chamberlain. Han udviser desuden stor magtbegærlighed.
Phoebe Tonkin spiller Faye Chamberlain, datter af rektor Dawn Chamberlain er den mest uforsvarlige i gruppen. Hun bryder sig ikke om at være bundet til de andre og hun bruger ofte sine kræfter til selviske gerninger hvilket gang på gang ender i stor ulykke. Hun er hurtig til at pege fingre af andre folk og kæmper hård for at få en magtfuld position i gruppen. Hun har tidligere haft et romantisk forhold til Jake, og da han kommer tilbage til byen viser hun interesse i at genoptage dette. Men Jake afviser hende.
Diana Meade, spillet af Shelley Hennig, er, til at starte med, gruppens leder. Indtil Cassie fandt hendes mors bog, var Diana den eneste der havde adgang til hendes families besværgelsesbog. Diana er det moralske kompas i gruppen og prøver at sørge for at gruppen i foretager sig noget overilet og at de holder sig på den gode side. Hun bliver lynhurtigt gode venner med Cassie og er i det hele taget en optimistisk person. Da Diana indser at Adam er tiltrukket af Cassie og for at vide at de er skæbnebestemt resulterer det i at Diana slår op med Adam.
Melissa Glaser, spillet af Jessica Parker Kennedy, er bedste venner med Faye. Hun er en meget usikker person der hurtigt falder i baggrunden og lever i skyggen af Faye. Melissa må kæmpe med sin usikkerhed for at blive hendes egen person og mest af alt er det hendes følelser for Nick der for hende til at se sig selv i øjnene.
Jane Blake, spillet af Ashley Crow, er Cassies bedstemor og en sygeplejerske. Hun bor sammen med Cassie. Jane er også heks og er en af "de ældre". Cassie betror sig til hende da gruppen står med et livstruende problem og hjælper dem herefter med deres magiske problemer.
Nick Armstrong, spillet af Louis Hunter, er det andet mandlige medlem af gruppen. Han bor hos sin onkel ved sine af Cassie og begge hans forældre er døde. Nick er kendt som lidt af en bad boy og tiltrækker mange piger. Han er også en enspænder og har svært ved at åbne sig op. Men da han indser at han har følelser for Melissa og ikke vil miste hende skubber det ham til at betro sig til hende. Nick bliver besat senere besat af en dæmon og Charles Meade finder ingen anden udvej end at slå ham og dæmonen ihjel, hvilket efterlader gruppen med et stort tab. 
Dawn Chamberlain, spillet af Natasha Henstridge, er rektor på skolen og Fayes mor. Hun arbejder sammen med Charles Meade på at få deres magiske kræfter tilbage og vises som meget beskyttende overfor gruppen og sine elever.
Tilbagevendende karakterer: Chris Zylka som Jake, er Nicks bad boy bror, der også er heks, han arbejder sammen med en gruppe heksejægere, men har alligevel ved flere lejligheder reddet Cassie og hendes venner. Hvilken side han står på er endnu usikkert.
Emily Holmes som Amelia Blake, Cassie's mor
Adam Harrington som Ethan Conant, Adam's far
Arlen Escarpeta som Holden Glaser, Bianca Lawson som Karima Glaser, Dustin Milligan som Jamie Dollanger og Logan Browning som Sally Matthews.
Henry Chamberlain (Tom Butler) er Faye's bedstefar.

## Udvikling
Den 28. oktober 2010, meddelte L. J. Smith at bogserien var blevet udvalgt som en mulig tv-serie af CW. Den 8. februar 2011, tog CW fat i The Secret Circle nu med Dawson's Creek udvikleren og The Vampire Diaries co-udvikler/executive producer Kevin Williamson knyttet til projektet. However, he told The CW that The Vampire Diaries companion series he was helming had been put on hold in order to focus on The Secret Circle. 
Den 16. februar 2011, bookede The Secret Circle Liz Friedlander til at instruere piloten. Friedlander har også instrueret episoder for The Vampire Diaries, Pretty Little Liars, 90210 and One Tree Hill.
Den 12. oktober 2011 bestilte CW en fuld sæson, bestående af 22 afsnit.